# Winchester Short Magnum

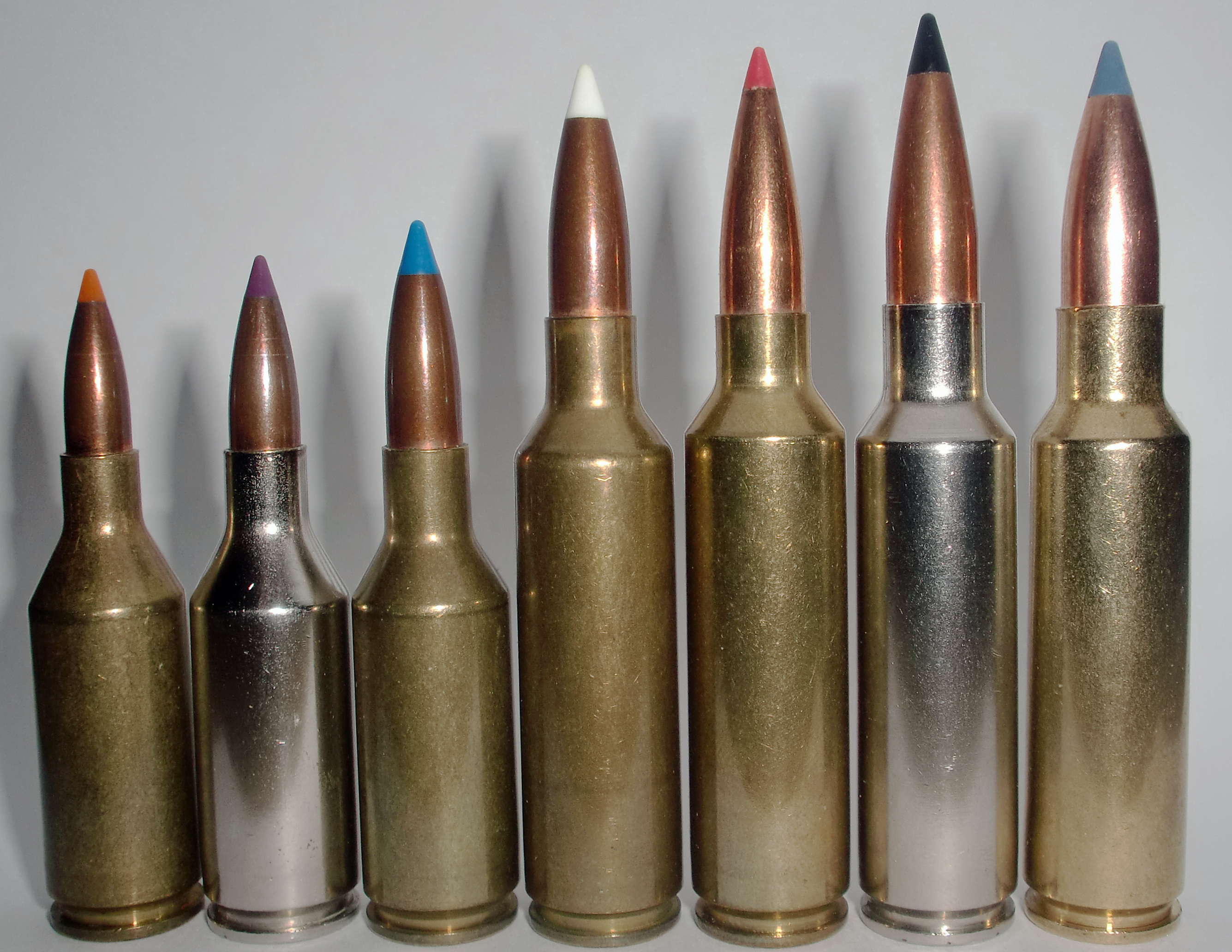
Набої лінійок WSM та WSSM. Зліва направо: .223 WSSM, .243 WSSM, .25 WSSM, .270 WSM, 7 mm WSM, .300 WSM, .325 WSM.

Winchester Short Magnum або WSM — це позначення лінійки пляшкоподібних коротких набоїв магнум центрального запалення зі зменшеним фланцем, яка була розроблена на початку 2000-х років компанією U.S. Repeating Arms Company, яка випускала гвинтівки Winchester і яка є найстарішим виробником вогнепальної зброї в США. На створення лінійки набоїв WSM надихнув набій магнум .404 Jeffery без пояску, який мав коротку довжину для заряджання в гвинтівки з коротким затвором (наприклад, .308 Winchester).
Її розробив Рік Джеймісон в 1997-1998 роках, що було доведено в позові 2005 року Джеймісон проти підрозділу Olin Corporation-Winchester. Джеймісон отримав 7 патентів на конструкції набоїв. U.S. Repeating Arms Company використала таку саму концепцію і на той самій гільзі створивши власні навіть коротші набої Winchester Super Short Magnum, три з яких було представлено в 2003 та 2004 роках.

## Вплив

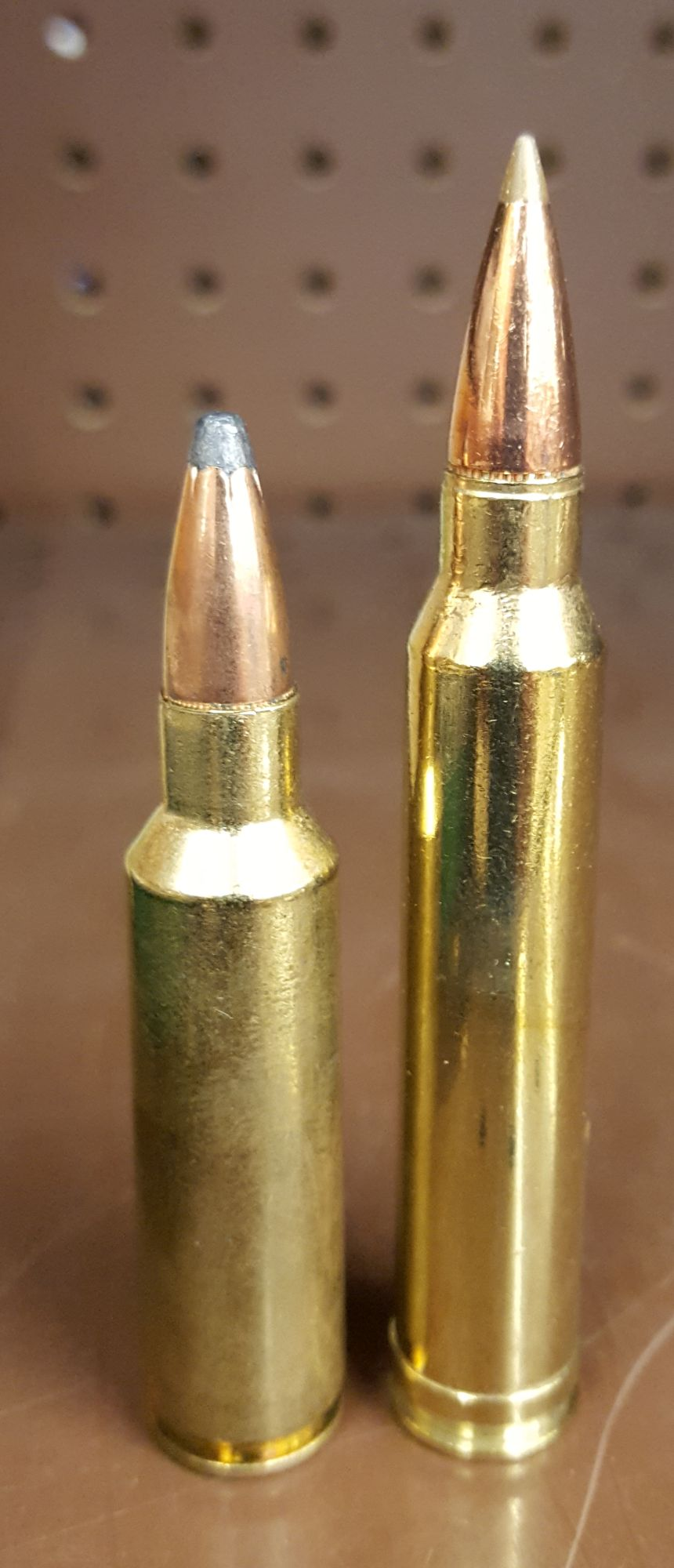
Відповідність назви .300 Winchester Short Magnum можна побачити у порівнянні з набоєм .300 Winchester Magnum.

### 7.82 Lazzeroni Patriot
Розробку лінійки WSM частково надихнула лінійка запатентованих коротких набоїв магнум, які розробив наприкінці 1997 року Джон Лаццероні, яка також була створена на базі його попередньої лінійки набоїв магнум. Перший короткий набій магнум Лаццероні, 7.82 Lazzeroni Patriot, було розроблено для використання у гвинтівках з коротким затвором. Компанія U.S. Repeating Arms Company стала першим основним виробником комерційного варіанта набою Лаццероні, незабаром після цього компанія Remington випустила свою лінійку коротких набоїв "Short Action Ultra Mag".

### 6 mm Benchrest
Крім того на розробку вплинула інша серія 6 мм набоїв створена в 1970-ті роки, які призначалися для спортивних змагань. Ідея цих набоїв полягала в тому, що короткі, товсті набої мають бути більш "ефективними" у порівнянні з традиційними довгими, вузькими набоями, оскільки більша частина порохового заряду опинилася б у безпосередній близькості від капсуля під час його детонації. У свою чергу це значило, що куля могла б досягти швидкості набоїв "магнум" такого самого калібру з використанням меншої кількості пороху.

## Параметри
Параметри базової гільзи:
- Діаметр фланця (по донцю): .535 in. (13.59 мм)
- Зовнішній діаметр (по донцю): .555 in. (14.10 мм)
- Внутрішній діаметр (гільзи): .538 in. (13.67 мм)
- Максимальна довжина гільзи: 2.10 in. (53.34 мм)

Лінійка набоїв WSM  має проблему Дельта L, тобто вони можуть викликати несподівані проблеми з патронником та/або подачею.

## Варіанти
Набій 300 WSM, який став першим в новому класі коротких набоїв магнум, був дуже популярним. Усі набої WSM, випущені до тепер, були популярними  при полюванні на тонкошкіру дичину, таку як вапіті та африканські рівнинні тварини. Набій .325 WSM був чудовим варіантом для полювання на вапіті, бізонів та схожу велику дичину.
Нижче наведено список набоїв лінійки по даті розробки:
| Назва    | Рік розробки | Діаметр кулі        |
| -------- | ------------ | ------------------- |
| 300 WSM  | 2001         | .308 in. (7.823 мм) |
| 7 mm WSM | 2002         | .284 in. (7.214 мм) |
| 270 WSM  | 2002         | .277 in. (7.036 мм) |
| 325 WSM  | 2005         | .323 in. (8.204 мм) |